# Slum Village
Slum Village – amerykański zespół hip-hopowy założony w 1996 w Detroit, Michigan. Pierwotnie składał się z trzech muzyków: raperów Baatina i T3, oraz rapera i producenta Jay Dee. Jay Dee odszedł z grupy w 2002 r. aby rozpocząć karierę solową w ramach wytwórni MCA Records i został zastąpiony przez Elzhi. Dwa lata później, w 2004 roku z grupy odszedł również Baatin z powodu problemów zdrowotnych (zdiagnozowano u niego schizofrenię). Grupa odgrywa bardzo ważną rolę w umożliwianiu promocji i kariery wielu artystom hip-hopowym mieszkającym w Detroit, takim jak Frank-N-Dank, 5 Elementz, Platinum Pied Pipers, Dwele czy Black Milk.
Plany na przyszłość zespołu to wydanie albumu zawierającego podkłady zmarłego w 2006 roku J Dilla.

## Dyskografia

### Albumy
- 1997 Fan-Tas-Tic (Vol. 1) (oficjalnie wydany w 2005 przez wytwórnię Counterflow Records)
- 2000 Fantastic, Vol. 2 (GoodVibe Recordings)
- 2002 Trinity (Past, Present and Future) (Barak/Capitol Records)
- 2004 Detroit Deli (A Taste of Detroit) (Capitol Records)
- 2005 Slum Village (Barak Records)
- 2010 Villa Manifesto (E1 Records)

### Single
- 1999 "Get Dis Money" (Interscope)
- 2000 "Climax (Girl Shit)" (GoodVibe Recordings)
- 2000 "Raise It Up" b/w "Fall-N-Love" (GoodVibe Recordings)
- 2002 "Tainted" (gościnnie Dwele) (Barak/Capitol Records)
- 2002 "Disco (Remix)" (gościnnie Ms. Jade & Raje Shwari) (Barak/Capitol Records)
- 2004 "Selfish" (gościnnie Kanye West i John Legend) (Capitol Records)
- 2004 "Do U" (Capitol Records)
- 2005 "EZ Up" (Barak Records)
- 2009 "Dope Man" (Barak Records)
- 2009 "Cloud 9" (Barak Records)
- 2009 "Actin' Normal" (Barak Records)
- 2010 "Faster" (gościnnie Colin Munroe) (E1 Records)

### Składanki
- 2000 Best Kept Secret (pod nazwą J-88) (Groove Attack Productions)
- 2002 Dirty District (Sequence Records)
- 2005 Prequel To A Classic (Barak Records)

### Gościnnie występują
- 2000: One-4-Teen (Funky For You) (na płycie  Bahamadia BB Queena)
- 2000: Thelonius (na płycie Commona  Like Water For Chocolate )
- 2001: LTAH (na płycie Hi-Teka  Hi-Teknology )
- 2003; Wolves (na płycie Phat Kata  The Undeniable LP )
- 2003; A.N.G.E.L (na płycie Dwele’a  Subject )
- 2004: Da Villa (na płycie Pete Rocka  Soul Survivor II )
- 2005: Keep On (na płycie Dwele’a  Some Kinda... )
- 2006: Time Has Come (na płycie Exile "Dirty Science" )
- 2007: Cuz I’m Jazzy (na płycie Guru  Jazzmatazz, Vol. 4: The Hip-Hop Jazz Messenger: Back to the Future )
- 2007: Action (na płycie Black Milka  Popular Demand )
- 2007: Gangsta Boogie (na płycie Pete Rocka  NY's Finest )
- 2007: Got Me Goin' (Hip Hop) (na płycie Statik Selektah Spell My Name Right: The Album)
- 2008: Brandy (na płycie Dwele’a Sketches of a Man)
- 2008: To Be Determined (na płycie Evidence The Layover EP)
- 2010: "How I Deal" (na płycie Dwele’a  W.ants W.orld W.omen)